# Iván Noskov
Ivan Noskov (Rusia, 16 de julio de 1988) es un atleta ruso, especialista en la prueba de 50 km marcha en la que llegó a ser medallista de bronce europeo en 2014.

## Carrera deportiva
En el Campeonato Europeo de Atletismo de 2014 ganó la medalla de bronce en los 50 km marcha, recorriéndolos en un tiempo de 3:37:41 segundos, llegando a meta tras el francés Yohann Diniz y el eslovaco Matej Tóth (plata con 3:36:21 s).